# Melasma calycinum
Melasma calycinum är en snyltrotsväxtart som först beskrevs av William Philip Hiern, och fick sitt nu gällande namn av William Botting Hemsley. Melasma calycinum ingår i släktet Melasma och familjen snyltrotsväxter. Inga underarter finns listade i Catalogue of Life.